# Свржняк, Ивиян
Ивиян Свржняк (хорв. Ivijan Svržnjak; род. 2 августа 2001, Копривница) — хорватский футболист, полузащитник клуба «Зрински Осиечко».

## Карьера

### «Динамо» Загреб
Начинал заниматься футболом в академии футбольного клуба «Копривница». В августе 2015 года перешёл в структуру клуба «Славен Белупо», где через гол стал выступать в юношеской команде до 17 лет. В июле 2017 года перешёл в загребское «Динамо», где также стал выступать за команду до 17 лет. В 2018 году начал выступать за команду до 19 лет. В марте 2019 года также стал привлекаться к играм второй команды клуба, за которую дебютировал 10 марта 2019 года против клуба «БСК Биело-Брдо», выйдя на замену на 71 минуте.
Летом 2020 года футболист стал тренироваться с второй командой загребского клуба. Первый матч сыграл 23 августа 2020 года против клуба «Хайдук II», выйдя на поле на 76 минуте. Футболист сразу же закрепился в основной команде клуба. Дебютный гол за клуб забил 19 октября 2020 года в матче против клуба «Осиек II». По итогу сезона в активе футболиста было 2 результативные передачи и 4 забитых гола.
Новый сезон футболист начал с матча 14 августа 2021 года против клуба «БСК Биело-Брдо», выйдя на замену на 72 минуте, а на 6 добавленной минуте отличился забитым голом. На протяжении сезона футболист был одним из основных игроков, однако преимущественно появлялся на поле со скамейки запасных. За первую половину чемпионата футболист сыграл в 11 матчах, во время которых смог отличиться своим единственным забитым голом.

#### Аренда в «Славен Белупо»
В феврале 2022 года футболист на правах арендного соглашения отправился в «Славен Белупо» до конца сезона с опцией возможного выкупа. Дебютировал за клуб 10 апреля 2022 года в матче против клуба «Осиек». Провёл за клуб 4 матча в хорватском чемпионате и по окончании арендного соглашения покинул клуб. Затем в июле 2022 года футболист также покинул загребское «Динамо» и получил статус свободного агента.

### «Фужинар»
В сентябре 2022 года футболист на правах свободного агента пополнил ряды словенского клуба «Фужинар». Дебютировал за клуб 21 сентября 2022 года в матче Кубка Словении против клуба «Марибор». Первый матч в чемпионате сыграл 25 сентября 2022 года против клуба «Бринье», где футболист также отличился забитым голом. Футболист сразу же закрепился в основной команде клуба, став одним из ключевых игроков. За первую половину сезона футболист отличился за клуб 5 забитыми голами во всех турнирах, а также результативной передачей.

### «Львов»
В феврале 2023 года футболист перешёл в украинский «Львов», с которым подписал контракт до конца июня 2024 года. Сумма трансфера составила порядка 75 тысяч евро. Дебютировал за клуб 6 марта 2023 года в матче против «Миная», выйдя на поле в стартовом составе. Дебютными голами за клуб отличился 28 апреля 2023 года в матче против «Вереса», оформив дубль. Футболист на протяжении сезона был одним из ключевых игроков львовского клуба, однако закончил чемпионат на последнем месте, вылетев в Первую Лигу. Летом 2023 года футболист покинул украинский клуб.

### «Зриньски Осиечко»
В октябре 2023 года футболист присоединился к хорватскому клубу «Зриньски Осиечко». Дебютировал за клуб футболист 7 октября 2023 года в матче против клуба «Дугополе», выйдя на замену на 59 минуте.

## Международная карьера
В апреле 2016 года дебютировал за юношескую сборную Хорватии до 15 лет в товарищеском матче против сборной США. В январе 2017 года сыграл свой единственный матч за юношескую сборную Хорватии до 16 лет против сверстников из Австрии. В июле 2017 года получил вызов в юношескую сборную Хорватии до 17 лет. Дебютировал за сборную 29 июля 2017 года в товарищеском матче против сборной Словакии. В октябре 2017 года и марте 2018 года вместе со сборной отправился на квалификационные матчи юношеского чемпионата Европы до 17 лет. В декабре 2018 года сыграл свой единственный матч за юношескую сборную Хорватии до 18 лет против сборной Боснии и Герцеговины.